# تشارلز مارش
تشارلز مارش (بالإنجليزية: Charles Marsh)‏ هو محامٍ وسياسي أمريكي، ولد في 10 يوليو 1765 في الولايات المتحدة، وتوفي بنفس المكان في 11 يناير 1849. حزبياً، نشط في الحزب الفيدرالي الأمريكي. انتخب عضو مجلس النواب الأمريكي.